# Болбока
Болбо́ка или Котлови́на (на украински и на руски: Котловина, до 1948 г. – Болбо́ка; гагаузки: Bolboka; на румънски: Bolboca) е село в Измаилски район на Одеска област, Украйна. Заема площ от 3,43 км2.

## География
Селото се намира в историческата област Буджак (Южна Бесарабия). Разположено е край западния бряг на езерото Ялпуг, на 6 километра южно от село Владичен и на 14,5 километра североизточно от село Караагач.

## История
За пръв път Болбока се споменава през 1754 година, когато Буджакът се контролира от ногайците. По това време населението на селото е молдовско.
След Руско-труската война от 1806 – 1812 година, когато Бесарабия е завладяна от Руската империя, в Болбока се заселват 154 семейства от българските земи – предимно гагаузи, определяни по това време като българи. Според някои сведения през 1818 година Болбока има 489 жители (109 семейства), а през 1820 г. – 504 жители (107 семейства). В Указа на руския император Александър І от 29 декември 1819 година, регламентиращ статута на „българите и другите отвъддунавски преселници“, Болбока е посочено като селище в Кагулски окръг.
Съгласно Парижкия мирен договор от 1856 г. Болбока попада в Княжество Молдова, а впоследствие – в новообразуваната Румъния. През 1858 година молдовските власти разрешават да се открие в селото начално българско училище. В 1861 – 1862 година 255 семейства от Балбок участват в преселението на част от бесарабските българи в Таврия.
След 1878 година селото отново е включено в състава на Русия. В началото на ХХ век Болбока има 489 къщи, 2608 жители, притежаващи 5669 десетини земя.

## Население
Населението на селото възлиза на 2643 души(2001). Гъстотата е 770,55 души/км2. Местните жители са гагаузи. Православни християни.

### Езици
Численост и дял на населението по роден език, според преброяването на населението през 2001 г.:
| Роден език | Численост | Дял (в %) |
| Общо       | 2643      | 100.00    |
| Гагаузки   | 2292      | 86.71     |
| Руски      | 159       | 6.01      |
| Украински  | 85        | 3.21      |
| Български  | 53        | 2.00      |
| Молдовски  | 51        | 1.92      |
| Беларуски  | 1         | 0.03      |
| Други      | 2         | 0.07      |

## Личности

### Родени в Болбока
- Петър Евтушенко – български просветен деец, учител по български език в Болградската гимназия.
- Лариса Чакир-Узун (1956), художничка

### Други
- Никола Козлев (1824 – 1902) – български книжовник и революционер, учителствал в Болбока 1860 – 1868.